# Třída Bedok
Třída Bedok je třída minolovek singapurského námořnictva. Jedná se o plavidla odvozená od švédské třídy Landsort. Celkem byly objednány čtyři jednotky této třídy. Ve službě jsou od roku 1995. Jsou schopna provádět vyhledávání a likvidaci min v moři okolo Singapuru.

## Stavba
Kontrakt na stavbu čtyř minolovek byl zadán roku 1991. První minolovku této třídy staví švédská loděnice Karlskronavarvet v Karlskroně, přičemž další tři plavidla byla sestavena v singapurské loděnici Singapore Shipbuilding & Engineering v Jurongu z dodaných prefabrikátů od Karlskronavarvet. Všechny byly do služby přijaty roku 1995.
Jednotky třídy Bedok:
| Jméno          | Spuštěna          | Dodání        | Status  |
| -------------- | ----------------- | ------------- | ------- |
| Bedok (M105)   | 24. června 1993   | 7. října 1995 | aktivní |
| Kallang (M106) | 29. ledna 1994    | 7. října 1995 | aktivní |
| Katong (M107)  | 8. dubna 1994     | 7. října 1995 | aktivní |
| Punggol (M108) | 16. července 1994 | 7. října 1995 | aktivní |

## Konstrukce
Trup plavidla je vyroben ze sklolaminátu a je odolný vůči podvodním výbuchům. Dostaly systém řízení palby Saab Systems 9LV100, radar Norcontrol DB2000, minolovný systém Ibis V (Thomson-CSF TSM 2061), vrhače klamných cílů Shield Mk.III a sonar Thomson-CSF TSM 2022. Na palubě byla instalovány dekompresní komora. K vyhledávání a likvidaci min slouží dva dálkově ovládané podmořské prostředky ECA Group PAP-104 Mk.5 a akustické, magnetické a mechanické traly. Vyzbrojeny byly jedním 40mm kanónem Bofors L/70  v dělové věži na přídi a čtyřmi 12,7mm kulomety CIS 50MG. Pohonný systém tvoří čtyři diesely Saab-Scania DSI14, každý o výkonu 360 hp, pohánějící dva cykloidní pohony Voith-Schneider. Nejvyšší rychlost dosahuje 15 uzlů. Dosah je 2000 námořních mil při rychlosti 12 uzlů.

### Modifikace
Třída minolovek byla v letech 2009–2014 40mm kanón nahrazen jednou dálkově ovládanou zbraňovou stanicí Rafael Typhoon Mk-25 s 25mm kanónem M242 Bushmaster. Vybavení plavidel rozšířil minolovný radar Thales DUBM-44 a dálkově ovládané prostředky pro likvidaci min ECA Group K-Ster.